# قرار مجلس الأمن التابع للأمم المتحدة رقم 312
قرار مجلس الأمن التابع للأمم المتحدة رقم 312، الذي اعتمد في 4 فبراير 1972، بعد إعادة تأكيد القرارات السابقة بشأن الموضوع واستنكار أولئك الذين لم يلتزموا بها، دعا المجلس البرتغال إلى الاعتراف الفوري بحق شعوب مستعمراتها في تقرير المصير، ووقف جميع أعمال القمع ضد شعوب أنغولا وموزامبيق وغينيا (بيساو)، وسحب قواتها المسلحة من تلك المناطق، وإصدار عفو سياسي غير مشروط ونقل السلطة إلى مؤسسات تمثيلية محلية منتخبة بحرية.
ثم دعا المجلس الدول إلى الامتناع عن عرض أي مساعدة عسكرية للحكومة البرتغالية من شأنها أن تمكنها من مواصلة قمع شعوب أراضيها، وطلب من الأمين العام متابعة تنفيذ هذا القرار وتقديم تقرير من وقت لآخر.
صدر القرار بتسعة أصوات وامتناع ستة عن التصويت من الأرجنتين وبلجيكا وفرنسا وإيطاليا والمملكة المتحدة والولايات المتحدة.